# Sacrament of Wilderness
Sacrament of Wilderness е името на първия сингъл от албума Oceanborn на финландската метъл група Nightwish. Към песента има и заснет видеоклип – концертно изпълнение от град Китее.

## Песни
1. Sacrament of Wilderness
2. The Crow and the Warrior (от Eternal Tears of Sorrow)
3. Burning Flames' Embrace (от Darkwoods My Betrothed)